# Jörg Finsinger
Jörg Finsinger (* 28. Oktober 1950 in Ettlingen) ist ein deutsch-österreichischer Ökonom und war bis 1. Dezember 2015 Professor für „Financial Services and Public Utility Management“ an der Universität Wien. Seit 1. Januar 2016 ist er Dekan der MODUL University Dubai.

## Leben
Finsinger studierte an der Technischen Universität Berlin Physik und erhielt einen Master in Mathematics an der Ohio State University. Anschließend promovierte er in Bonn und habilitierte an der Universität Bern.
Seine Forschungsschwerpunkte liegen in der Finanzwirtschaft wie auch in betriebswirtschaftlichen Fragen aus der Versicherungswirtschaft, dem Rechnungswesen, der Finanzierung und der Kapitalanlage, sowie in rein juristischen Fragestellungen.
Er ist Herausgeber und Mitglied des Editorial Boards von Zeitschriften in Volks- und Betriebswirtschaftslehre und Recht und Autor von 14 Büchern und 160 Artikeln zu Wirtschaft, Politik und Ethik. Außerdem ist er Urheber des Wirtschaftswoche-Ratings von Lebensversicherungen und EU-Versicherungsunternehmen.
Finsinger ist verheiratet und hat einen Sohn.

## Nebentätigkeiten
- korrespondierendes Mitglied der Österreichischen Akademie der Wissenschaften[1]
- Mitbegründer der Finance and Ethics Academy in Diex.
- Wissenschaftlicher Beirat der Fachakademie für Finanzdienstleister (FAF).[2]

## Publikationen (Auswahl)
- Versicherungsmärkte. Campus, Frankfurt am Main u. a. 1983, ISBN 3-593-33227-2.
- mit Ingo Vogelsang: Strategic Management Behavior Under Reward Structures in a Planned Economy. In: Quarterly Journal of Economics. Band 100, Nummer 1, Februar 1985, S. 263–269, JSTOR:1885745.
- mit Jürgen Simon: The Harmonisation of Product Liability Laws in Britain and Germany. An Applied Legal-Economic Analysis. Anglo-German Foundation for the Study of Industrial Society, London 1992, ISBN 0-905492-77-3.
- mit Jörg Borrmann: Markt und Regulierung. Vahlen, München 1999, ISBN 3-8006-2471-0.